# NK BŠK Brezovac
NK BŠK Brezovac je nogometni klub iz Brezovca. Osnovan je 1956. godine. Ove sezone je u 1. ŽNL Bjelovarsko-bilogorskoj.